# 家をつくるなら
「家をつくるなら」(いえをつくるなら、THE HOUSE SONG)は、1973年3月20日に発売された加藤和彦のソロ名義による4枚目のシングルである。

## 解説
「家をつくるなら」は加藤和彦の2枚目のソロ・アルバム『スーパー・ガス』の収録曲で、ザ・フォーク・クルセダーズ解散後のソロ活動初期に松山猛と書いた曲のひとつである。新居を構える夢を歌ったこの曲は当初アルバム収録のみであったが、ナショナル住宅建材株式会社（現：パナソニック ホームズ）のCMに使われることとなり、アルバム発売から1年以上経った1973年3月にシングル・カットされた。当時加藤はサディスティック・ミカ・バンドで活動中であり、当シングルはミカ・バンドの作品を供給していたプライベート・レーベル「ドーナツ・レコード」からリリースされている。一方、カップリング曲としてアルバムからリカットされたギターの弾き語りによる「不思議な日」は1970年に小野和子へ提供した曲のセルフカバーである。のちに音楽評論家の北中正和は「不思議な日」を、フォーク系のシンガー・ソングライターが日本の四季について書いた最初の曲であると評している。

## アートワーク
アートワークは川村都によるもので、アルバムの表カバーと同じものが使われている。

## 収録曲 / パーソネル
全作詞：松山猛、作編曲：加藤和彦

### SIDE A
1. 家をつくるなら (THE HOUSE SONG)  –  (2:21)
加藤和彦 - ヴォーカル、ギター
西岡たかし - フラットマンドリン
遠藤俊雄 - ペダルスティール・ギター
石川恵樹 - ベース
つのだひろ - ドラムス
ササ&コージ - バッキング・ヴォーカル

### SIDE B
1. 不思議な日 (STRANGE DAY [OF OUR LIFE])  –  (2:41)
加藤和彦 - ヴォーカル、ギター

## ライブ
加藤は1970年代の合同コンサートでこの2曲を取り上げている。
- 1970年12月24日、渋谷公会堂「S.O.S.ライブ」（不思議な日）
- 1971年7月30日、バンクーバー、リッチモンドアリーナ「ヤング・ジャパン国際親善演奏旅行」（家をつくるなら）
- 1972年3月12日、渋谷公会堂「ジローズ・サヨナラ・コンサート」（家をつくるなら）

## カバー
「家をつくるなら」にはいくつかのカバー・ヴァージョンが存在し、パナホームの歴代CMにもさまざまなアーティストによるカバーが使用されている。
- いわぶちかつひこ（1998年、パナホームCM）
- ブレッド&バター・アンド・フレンズ[4]（2001年、パナホームCM）
- きたやまおさむ「九州大学退官記念さよならコンサート」（2010年3月21日、中野サンプラザにて）
- 高中正義 「軽井沢白昼夢 SUPER LIVE 2010」（2010年9月、中野サンプラザにて）